# Großrechner
Ein Großrechner (englisch mainframe computer), auch Großrechenanlage, ist ein kompaktes und umfangreiches Computersystem, das weit über die Datenverarbeitungsleistung von Personal Computern und Serversystemen hinausgeht.
Sie sind für die parallele Abarbeitung sehr vieler ähnlicher, einfacher Datenverarbeitungsvorgänge optimiert, etwa von Flugbuchungen.
Großrechner unterscheiden sich von Supercomputern (Hochleistungsrechnern) in ihrem Aufgaben- und Einsatzgebiet und daraus folgend auch ihrer Konstruktion. Supercomputer sind für die schnelle Berechnung komplexer naturwissenschaftlicher oder technischer Aufgaben optimiert.

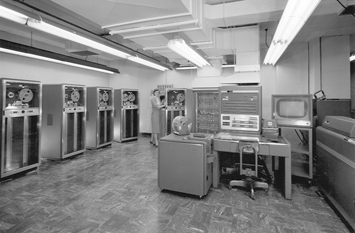
IBM-704-Großrechner (rechts) mit Magnetband-Laufwerken (links) aus den späten 1950ern

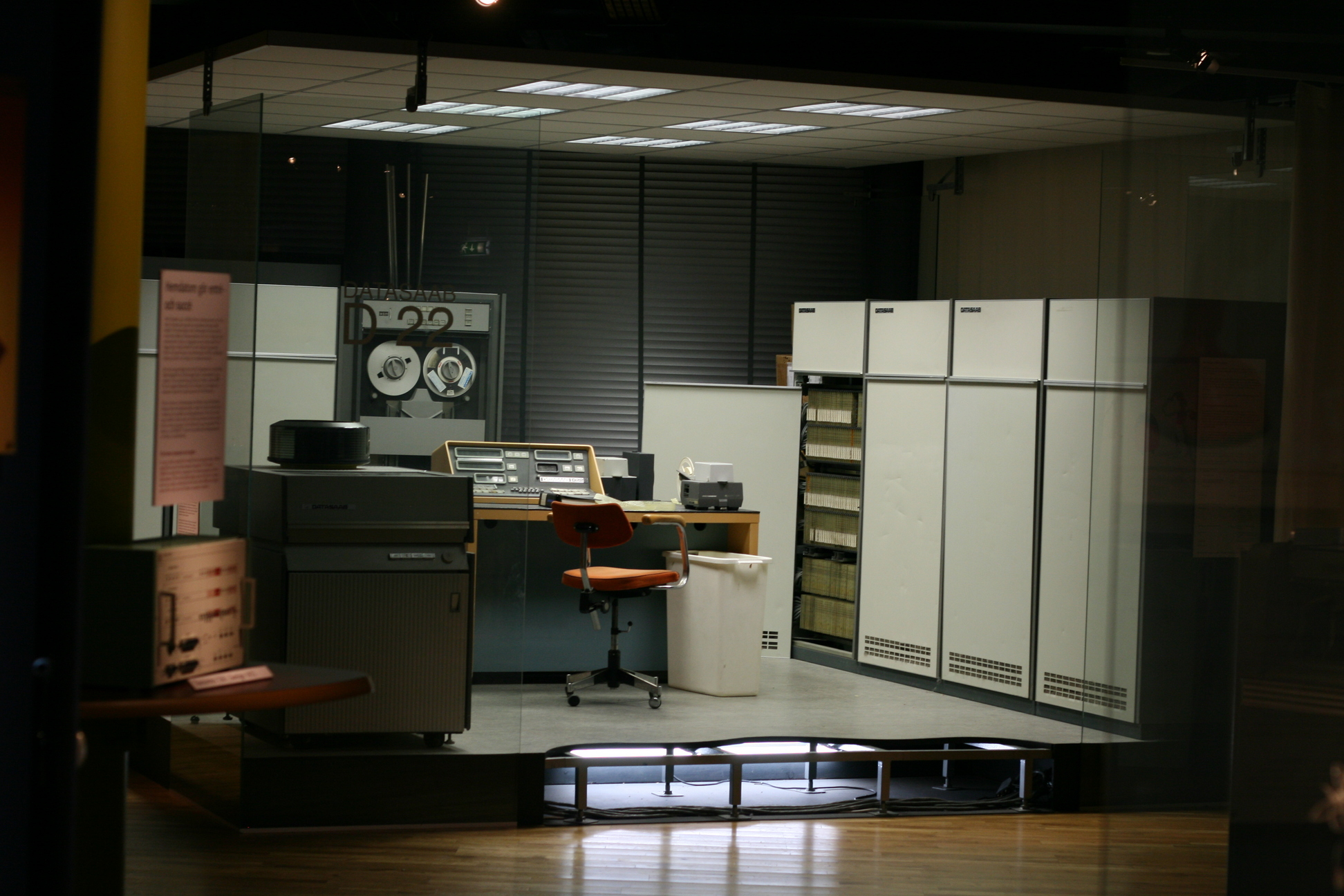
Großrechner von Datasaab mit Peripherie aus den 1960ern

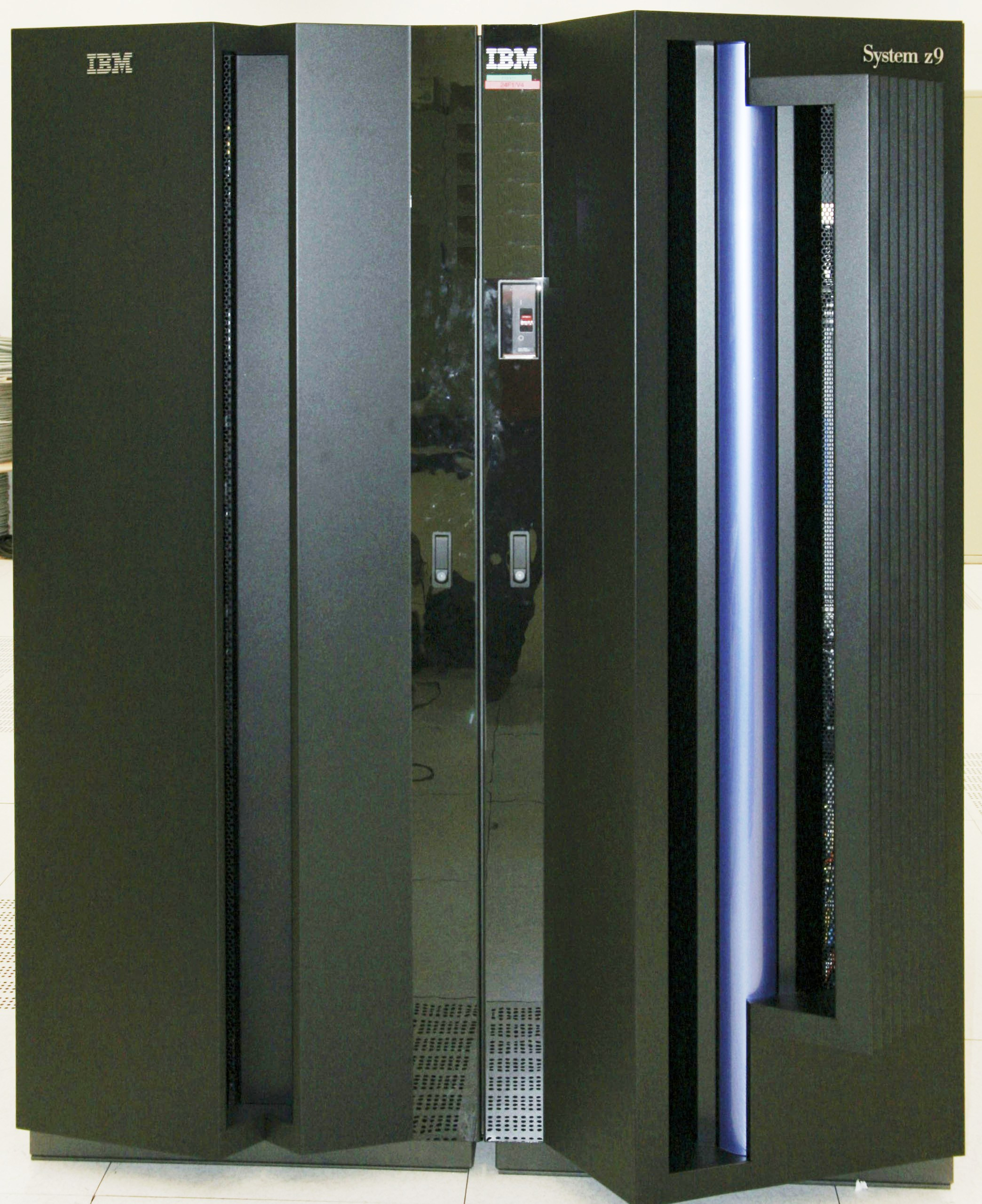
Großrechner IBM System z9 Typ 2094

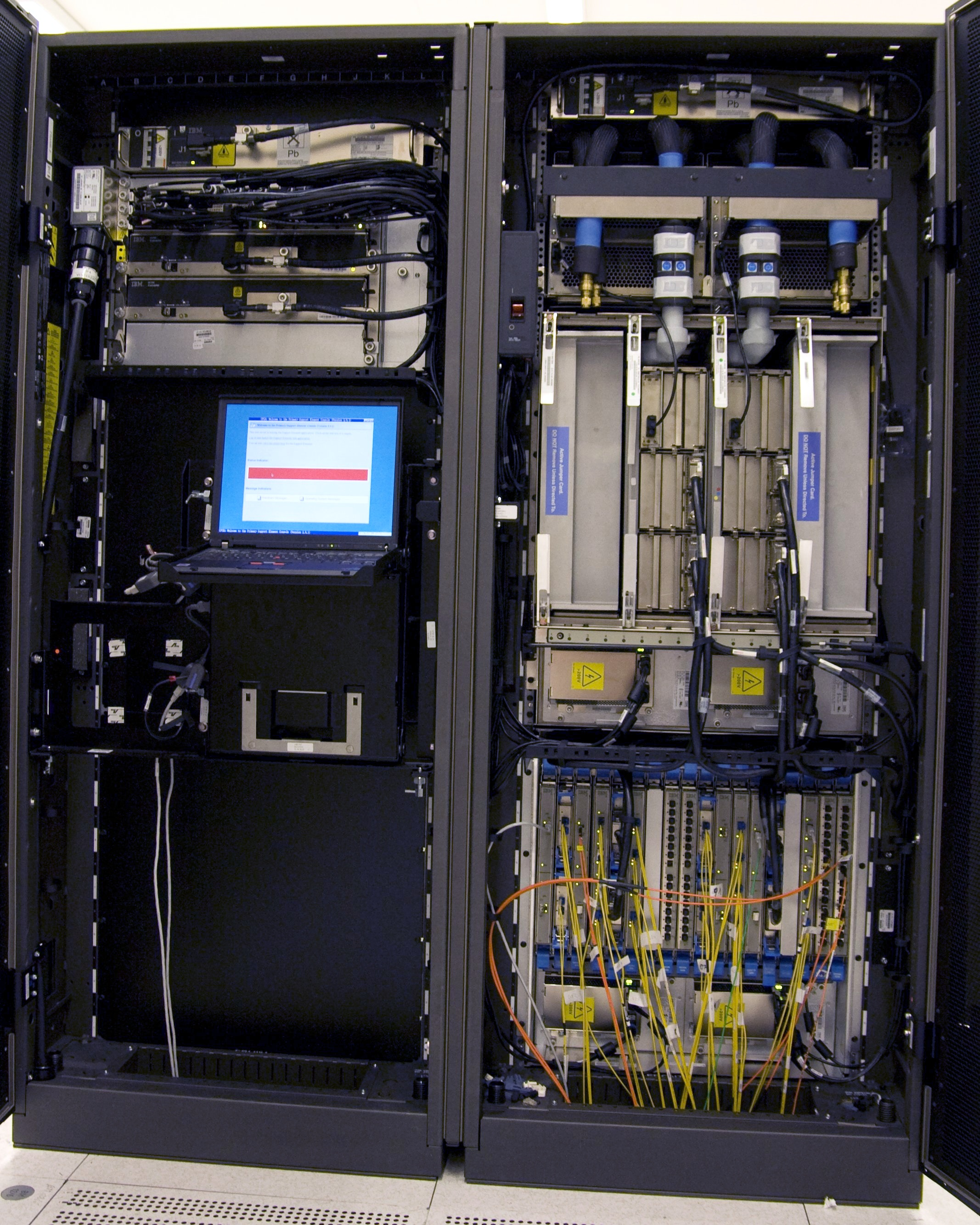
System z9 Typ 2094, mit geöffneten Fronttüren und ausgeklapptem Support-Element

## Eigenschaften
In einem Großrechner sind aufeinander abgestimmte, robuste und hochgradig redundante Komponenten verbaut. Üblicherweise wird die Wartung dieser Rechner im laufenden Betrieb durchgeführt, auch Hardwareaustausch und Aufrüstungen führen zu keiner Beeinträchtigung oder gar Unterbrechung des Betriebs.
Ein Großrechner zeichnet sich vor allem durch seine Zuverlässigkeit und hohe Ein-Ausgabe-Leistung aus. Er kann im Online-Betrieb (Time Sharing) eine große Anzahl von Benutzern bedienen, im Batch-Betrieb aber auch komplizierte und aufwendige Aufgaben durchführen. Die Benutzer erhalten beim Online-Betrieb Zugang zu einem Großrechner über Computer-Terminals. Seit sich Personal Computer (PCs) durchgesetzt haben, werden solche Terminals meistens durch entsprechende Emulationen auf den PCs ersetzt.

## Anwendungsbereich
Im Gegensatz zu Supercomputern, die auf hohe Rechenleistungen hin entwickelt werden, ist ein Großrechner auf Zuverlässigkeit und hohen Datendurchsatz ausgelegt. Die typischen Anwendungen eines Großrechners sind in Banken, Versicherungen, großen Unternehmen und in der öffentlichen Verwaltung gegeben. 
Typische Einsatzgebiete sind die hochzuverlässige Verarbeitung von Massendaten, z. B. Kundendaten von Versicherungen, oder unternehmenskritischen Daten, z. B. ERP-Systeme, oder Massentransaktionssysteme, z. B. Computerreservierungssysteme, Zahlungskarten. 
Ein relativ neues Einsatzgebiet für Großrechner stellt die Konsolidierung von Serverfarmen dar. Mit einem Großrechner und einem entsprechenden Betriebssystem ist es dabei möglich, viele virtuelle Server zu starten. So können Platz und Strom gespart und die Administration vereinfacht werden.
Für viele Aufgaben, bei denen erhöhte Zuverlässigkeit notwendig, ein Großrechner jedoch überdimensioniert oder technisch ungeeignet ist, wird auch sogenannte Mittlere Datentechnik benutzt, zum Beispiel auf der Basis von OS/400, VMS, UNIX und immer öfter auch Linux.

## Geschichte
Röhrencomputer stellten die erste Generation dar und lösten hauptsächlich militärische Aufgaben. Darauf folgende Großrechner hielten mit der Erfindung des Transistors Mitte der 1950er-Jahre zunächst hauptsächlich in Forschungseinrichtungen Einzug, etwa zur Lösung von Differentialgleichungen. Dort beanspruchten sie meist einen ganzen Raum für sich alleine, der klimatisiert werden musste, um der Hitzeentwicklung der Geräte entgegenzuwirken.
Beim Personal wurde unterschieden zwischen den Programmierern und den Operatoren. Letztere bedienten die Rechenanlage: Sie fütterten die Lochkartenleser, holten nach Anweisung des Konsolendruckers/-fernschreibers gewünschte Magnetbänder herbei und legten sie ein und brachten sie später wieder zurück, fütterten Drucker und Lochstreifenstanzer mit Papier und entnahmen produzierte Medien. Das konnte mehrere Personen gleichzeitig auslasten.
Diese Funktionsweise wurde als Batch- oder Stapelverarbeitung bezeichnet. Die Arbeitsabläufe waren damals beispielsweise wie folgt:
Ein Operator brachte auf Lochkarten gestanzte Rechenaufgaben zu einem separaten Gerät, welches die Lochkarten einlas und die Daten auf einem Magnetband speicherte. Ein anderer Operator brachte dieses Magnetband zum eigentlichen Großrechner, der das Magnetband abarbeitete und die Ausgabe auf einem anderen Magnetband speicherte. Ein weiterer Operator brachte das Magnetband mit den Ergebnissen zu einem Drucker, welcher die Daten vom Magnetband auf Papier übertrug.
Mitte der 1960er-Jahre wurde das so genannte Multiprogramming (Mehrprogrammbetrieb) eingeführt. Man hatte festgestellt, dass zuvor die CPU selbst einen großen Teil der Zeit nicht benutzt wurde, da sie auf Ein- und Ausgabeoperationen der Bänder warten musste, bis sie ihren nächsten Auftrag abarbeiten konnte. Daher teilte man den Hauptspeicher in Teilbereiche auf und konnte so mehrere Bänder gleichzeitig bearbeiten.
Zu dieser Zeit hatten die meisten Computerhersteller zwei Systeme entwickelt:
- wortorientierte Großrechner für den technisch-wissenschaftlichen Bereich
- zeichenorientierte Großrechner für den kommerziellen Bereich

IBM vereinte als erster Hersteller beide Anwendungsbereiche in dem Betriebssystem OS/360.
Seit einigen Jahren versuchen auch Hersteller wie Hewlett-Packard (mit dem HP Superdome), mit speziellen Systemen auf UNIX-Basis im Marktsegment von Großrechnern erfolgreich zu sein.
Seit 2007 werden Mainframes auch im Bereich der Online-Spiele eingesetzt. Hierbei steht vor allem der sehr hohe Datendurchsatz der Großrechner im Vordergrund – die nötige Rechenleistung zur Erzeugung des Spielflusses wird hingegen von dedizierten Servern erbracht. Die so resultierende Kombination wird auch als Gameframe bezeichnet.

## Eingesetzte Betriebssysteme
Auf Großrechnern wird als Betriebssystem unter anderem z/OS (inklusive USS), z/VM, z/VSE, Unicos, OS/360, OS/390, BS 3, BS2000, NOS, NOS/BE, Multics, KRONOS, Linux, MVS, Scope, TPF, UNIVAC 1100/2200, CMS, GCOS oder AIX (LPAR-Betrieb) eingesetzt.

## Liste früher Großrechner

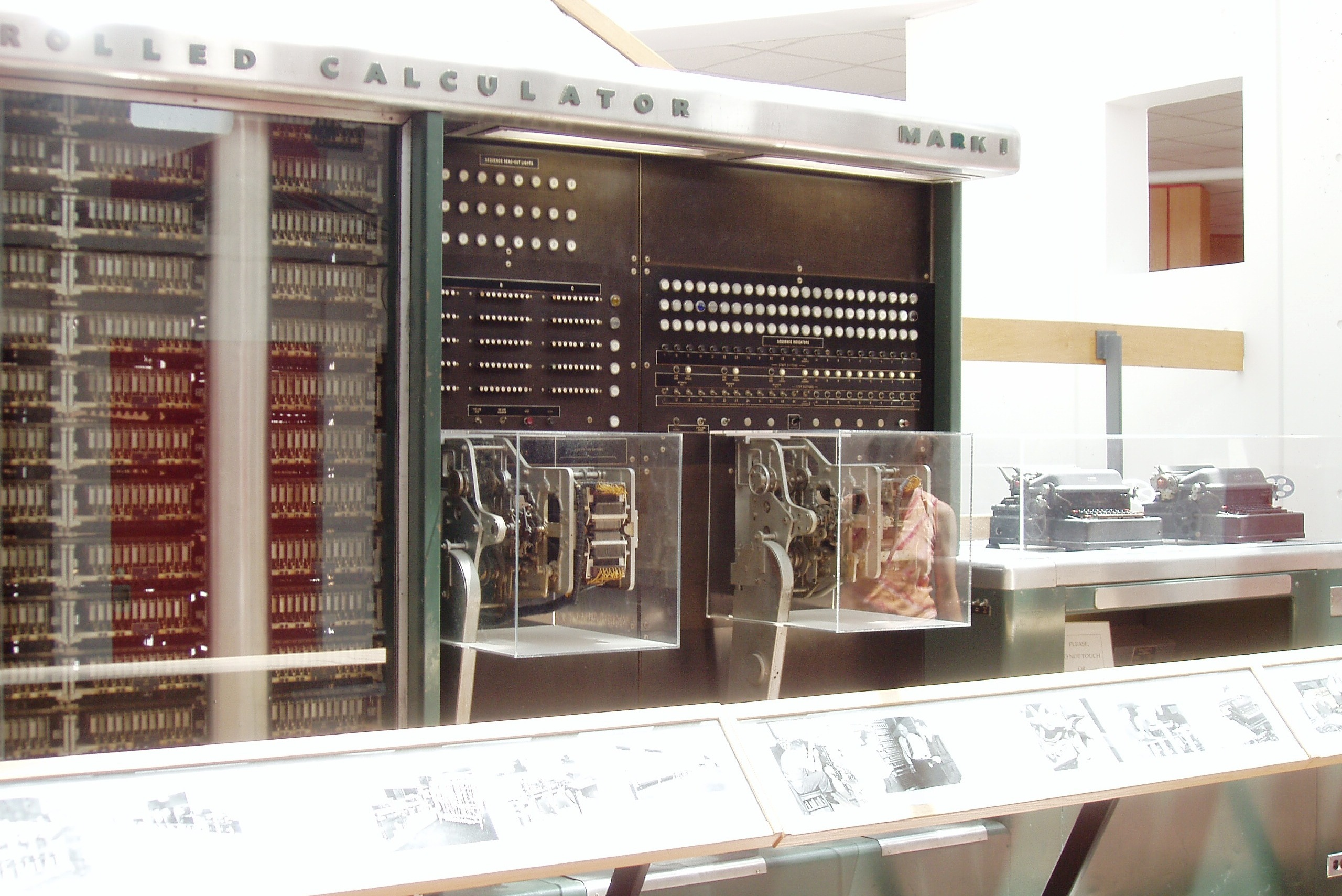
Mark I, rechtes Segment

| Computermodell           | Land        | Inbetriebnahme | Gleitkomma- arithmetik | Binär | Elektronisch | Programmierbar                  | Turingmächtig                  |
| ------------------------ | ----------- | -------------- | ---------------------- | ----- | ------------ | ------------------------------- | ------------------------------ |
| Zuse Z3                  | Deutschland | Mai 1941       | Ja                     | Ja    | Nein         | Ja, mittels Lochstreifen        | über Umwege, nie genutzt       |
| Atanasoff-Berry-Computer | USA         | Sommer 1941    | Nein                   | Ja    | Ja           | Nein                            | Nein                           |
| Colossus                 | UK          | 1943           | Nein                   | Ja    | Ja           | Teilweise, durch Neuverkabelung | Nein                           |
| Mark I                   | USA         | 1944           | Nein                   | Nein  | Nein         | Ja, mittels Lochstreifen        | Ja                             |
| Zuse Z4                  | Deutschland | März 1945      | Ja                     | Ja    | Nein         | Ja, mittels Lochstreifen        | keine bedingte Sprunganweisung |
| Zuse Z4                  | Deutschland | um 1950        | Ja                     | Ja    | Nein         | Ja, mittels Lochstreifen        | Ja                             |
| ENIAC                    | USA         | 1946           | Nein                   | Nein  | Ja           | Teilweise, durch Neuverkabelung | Ja                             |
| ENIAC                    | USA         | 1948           | Nein                   | Nein  | Ja           | Ja, mittels Widerstandsmatrix   | Ja                             |

## Hersteller
| - AEG-Telefunken - Amdahl Corporation (1997 übernommen durch Fujitsu) - Bull/NEC für GCOS-/ACOS-basierte Mainframes - Control Data Corporation - Cray (größtenteils Supercomputer) - EMC - Hitachi | - IBM - ICL (übernommen durch Fujitsu) - Fujitsu Technology Solutions - Unisys - Sun Microsystems (übernommen durch Oracle) - Robotron/ESER (historisch) |

## Ausblick
Die deutschsprachige Fachzeitschrift Computerwoche titelte bereits 1992 „Die alte Mainframe-Dominanz geht unwiderruflich zu Ende“. Als Gründe für eine Ablösung der oft als veraltet geltenden Systeme werden meist die hohen Kosten der Plattform sowie ein akuter Fachkräftemangel genannt. Die meisten Anwendungen basieren auf alten Programmiersprachen wie Assembler, PL/1 oder COBOL, Sprachen, die dem heutigen IT-Nachwuchs unbekannt sind und die nur noch wenige Programmierer beherrschen und die oftmals nicht mehr gelehrt werden.
Demgegenüber stehen hohe Datenvolumina und Transaktionsraten, welche auf Mainframe-Systemen verarbeitet werden. Mit Zahlen von Anfang der 2000er-Jahre sind 60 Prozent aller geschäftsrelevanten Daten, auf die mittels des World Wide Web zugegriffen werden kann, in Mainframe-Datenbanken gespeichert, hauptsächlich DB2-, IMS- und VSAM-Dateien. Die Anzahl der weltweit pro Sekunde ausgeführten CICS-Transaktionen liegt in der gleichen Größenordnung wie die Anzahl der Zugriffe auf das WWW.
So schrieb die Computerwoche 2006, dass nach wie vor zwischen 70 und 90 Prozent des weltweiten Datenbestands auf Mainframe-Installationen verwaltet werden.
Die Fachpresse mit Stand der 2020er-Jahre berichtet einerseits über Mainframe-Ablöseprojekte wie beispielsweise bei der Provinzial-Versicherung, aber andererseits auch von Ansätzen, etablierte Mainframes lieber in moderne Infrastrukturen einzubinden, statt sie generell durch neue Architekturen zu ersetzen.
Die zukünftige Bedeutung von Mainframe-Systemen ist somit als ambivalent einzustufen.